# (11084) Giò
(11084) Giò, désignation internationale (11084) Gio, est un astéroïde de la ceinture principale.

## Description
(11084) Gio est un astéroïde de la ceinture principale. Il fut découvert le 19 septembre 1993 à Farra d'Isonzo par l'observatoire astronomique de Farra d'Isonzo. Il présente une orbite caractérisée par un demi-grand axe de 2,32 UA, une excentricité de 0,12 et une inclinaison de 3,8° par rapport à l'écliptique.

## Compléments